# Кислица рожковая
Кислица рожковая (лат. Oxalis corniculata) — вид растений рода Кислица (Oxalis), семейства Кисличные (Oxalidaceae).
Сорный вид, чаще всего вторгается в сады. Его листья имеют вишнево-коричневую окраску, а цветки — мелкие и желтые.

## Название

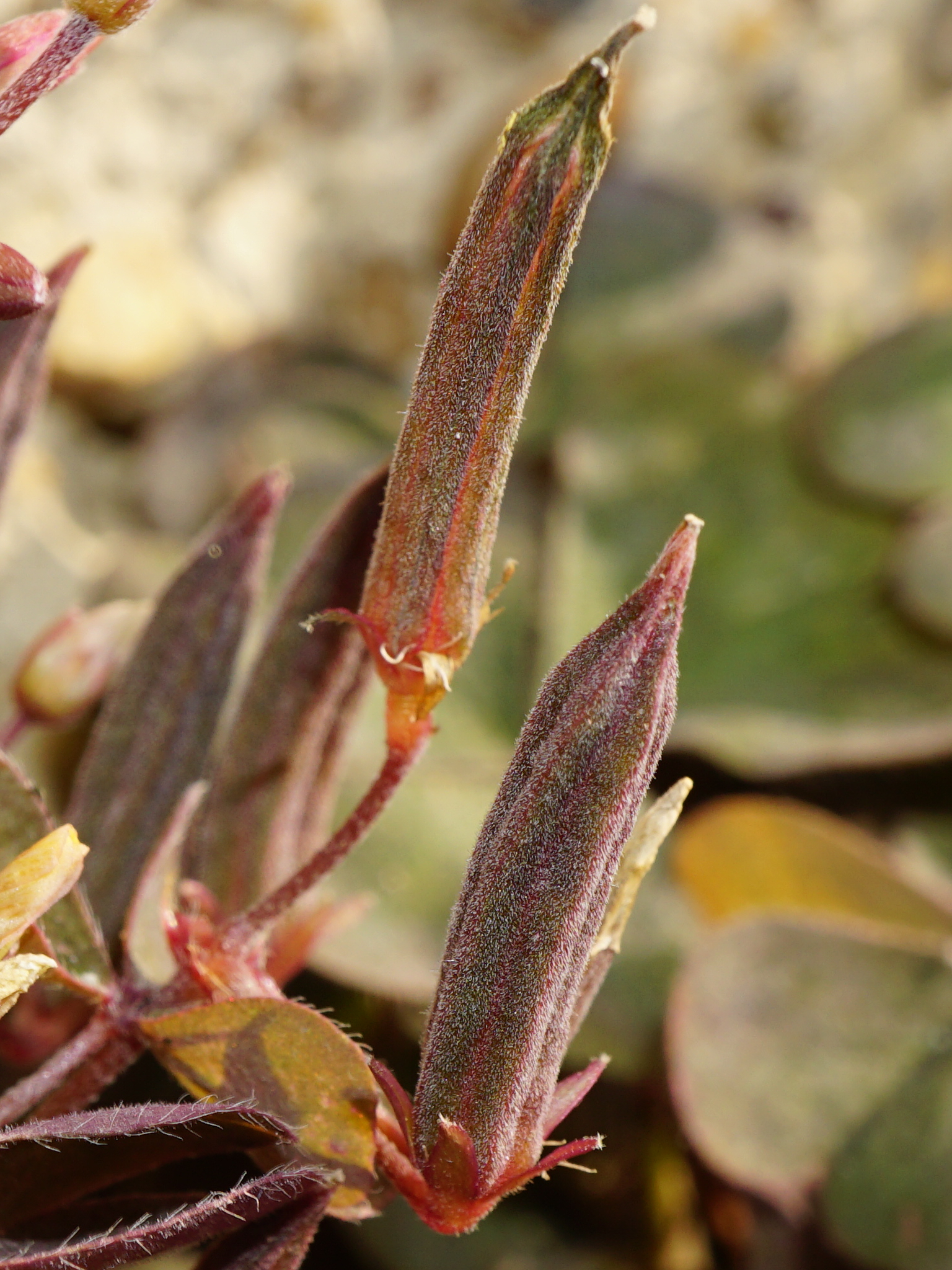
Угловато-цилиндрические коробочки (плоды) обладают механизмом разбрасывания семян при прикосновении

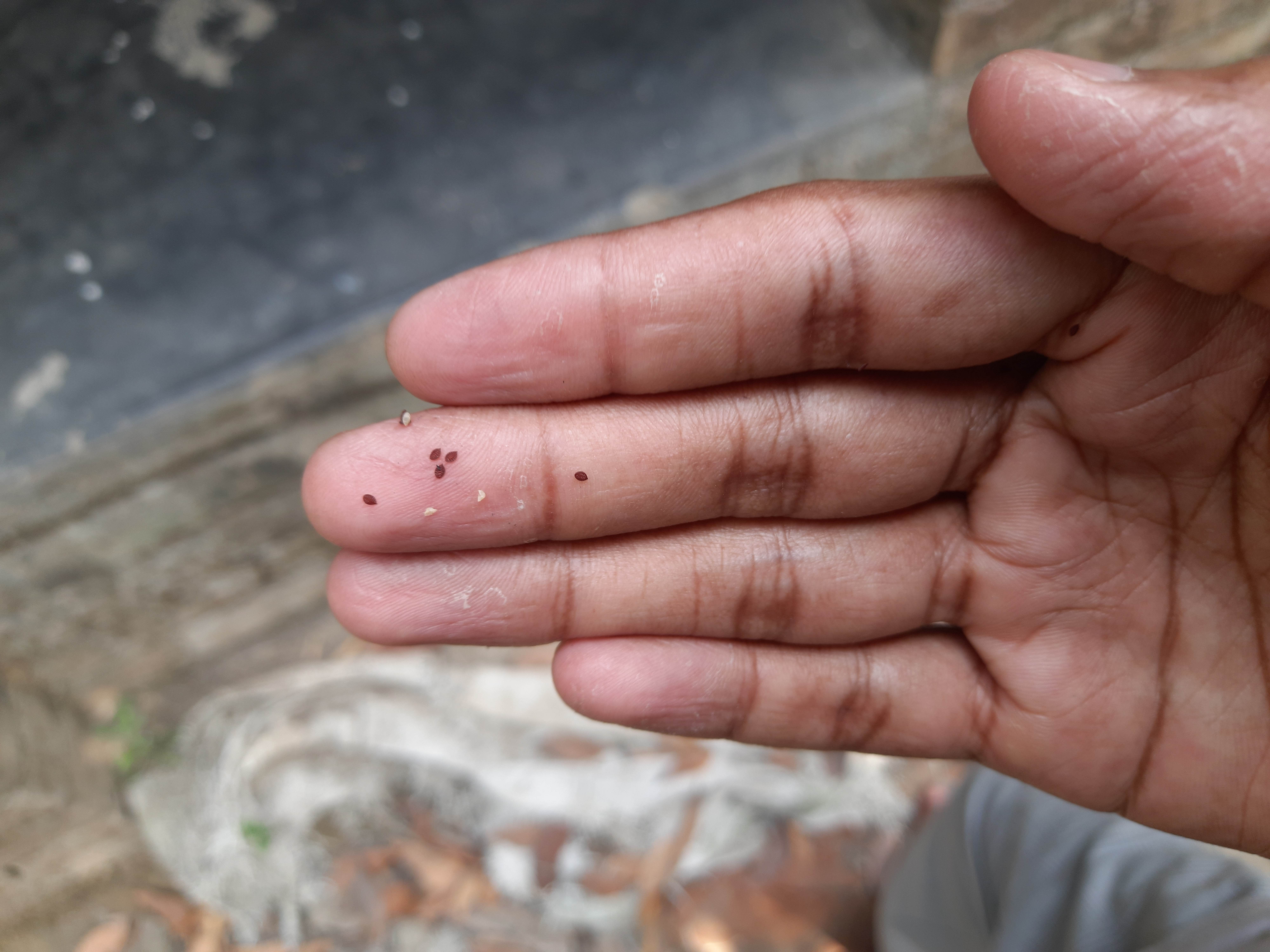
Зрелые (коричневые) и незрелые (белые) семена

Родовое латинское (научное) название oxalis происходит от др.-греч. ὀξύς, oxús, что означает «острый», «едкий» или «кислый». Растение широко используется в пищу из-за своего кислого вкуса, вызванного присутствием щавелевой кислоты.
Видовой латинский эпитет corniculata переводится как «рожковая».

## Распространение
Родной ареал простирается от Индийского субконтинента до Японии и Филиппин. Оно также встречается в различных странах мира. Растение может быть как однолетним, так и многолетним; произрастает преимущественно в субтропическом биоме.

## Таксономия

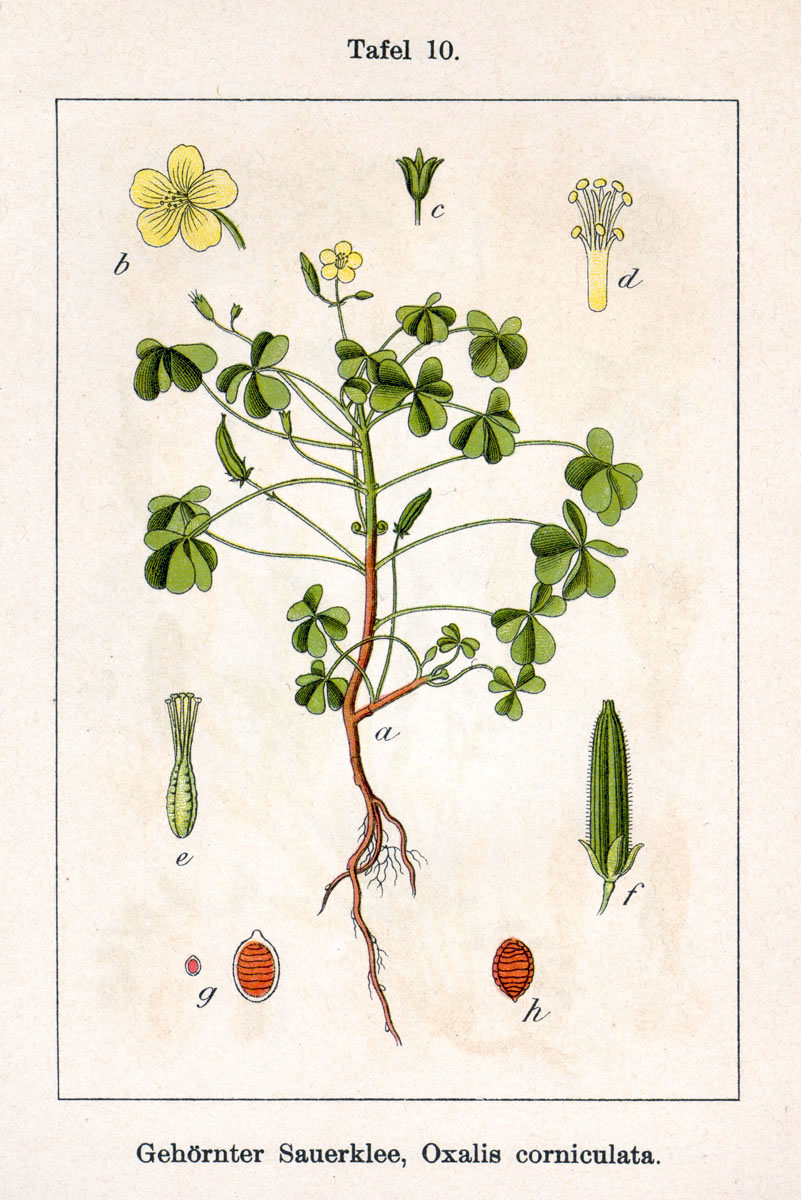
Ботаническая иллюстрация

Oxalis corniculata L., первое упоминание в Sp. Pl. : 435 (1753).